# Volume Two (Soft Machine)
Volume two (1969) è il secondo album dei Soft Machine, una band britannica fra le più importanti del rock progressivo e pioniera della corrente musicale nota come scena di Canterbury. È stato registrato dopo il ritorno dal tour americano a supporto della Jimi Hendrix Experience ed il successivo scioglimento del gruppo.
La casa discografica Probe, che aveva pubblicato il precedente The Soft Machine, voleva fosse rispettato il contratto che prevedeva l'incisione di un secondo disco e la band viene "costretta" a riunirsi. Il bassista Kevin Ayers, stanco del musical business, rifiuta di tornare e viene sostituito da Hugh Hopper, che aveva già suonato in un brano del disco precedente ed era il road manager del gruppo.

## Il disco
Se da un lato l'inserimento di Hopper toglie parte dell'anticonformismo garantito da Ayers, dall'altro aggiunge professionalità, un livello artistico più alto e instrada i Soft in un ambito jazzistico, verso quel sound che li avrebbe accompagnati nel prosieguo della carriera. Questi aspetti sono accentuati dal nuovo distorsore applicato al basso da Hopper, e dall'inserimento nel gruppo di suo fratello Brian al sax. La scelta del distorsore è un suggerimento del serioso tastierista Mike Ratledge, che aveva bisogno di uno strumento che garantisse più potenza che accompagnamento. Durante le registrazioni dell'album la sezione fiati è completata dal sax contralto di Hugh Hopper e da alcune brevi apparizioni al flauto di Ratledge.
Wyatt cura gli arrangiamenti e salvaguarda l'anima dadaista della band scrivendo anche buona parte dei testi, che interpreta con la consueta originalità e grazia. Il lato A dell'album, in cui Wyatt ha il sopravvento, è molto legato allo stile dei primi spensierati Soft Machine, soprattutto nei vocalizzi di "Dada Was Here", cantata in spagnolo, e nel tributo alla Jimi Hendrix Experience nel brano "Have You Ever Bean Green". In "A Concise British Alphabet part 2", passando tra una serie di assoli e di improvvisazioni strumentali, i ritornelli melodici cantati da Wyatt offrono il primo saggio di quella malinconia disincantata che ritroveremo in tutte le sue opere.
Se il lato A è brillante, frutto dell'impostazione "vecchio stile" voluta da Wyatt, il lato B, che pur si apre con un altro gustoso tributo, questa volta all'amico Ayers in "As Long As He Lies Perfectly Still", si basa sulle cupe atmosfere sperimentali di Ratledge, in grande forma e perfettamente a suo agio nei fraseggi jazz con i due Hopper. La sua mano si sente soprattutto nella lunga suite "Esther's Nose Job". A conferma del nuovo indirizzo musicale dei Soft, Hugh Hopper, che contribuisce nell'album scrivendo la maggior parte delle musiche, in un'intervista dirà che a quei tempi era molto più influenzato dai lavori di Zappa e dal jazz che non dall'allora egemonizzante rock.
Dopo qualche mese di prove, il nuovo corso della band ha il battesimo di fuoco nel febbraio del 1969 nientemeno che alla Royal Albert Hall di Londra, in una storica data che vede presenti anche la Jimi Hendrix Experience e il gruppo di Jim Capaldi (i futuri Traffic), davanti a una platea gremitissima. I Soft presentano il materiale dell'album in preparazione ed ottengono un grande successo.
L'incisione del disco avviene negli indipendenti Olympic Sound Studios di Londra nell'arco di diverse settimane tra il febbraio ed il marzo del 1969. Viene prodotto dagli stessi Soft Machine e pubblicato dalla Probe in aprile. Esce per primo negli Stati Uniti, dove la band si era procurata molti appassionati con il tour dell'anno precedente, la Probe era inoltre un'etichetta americana sussidiaria della ABC Records.
L'album rappresenta la prima vera fusione di rock, dadaismo, psichedelia, jazz e avanguardia mai realizzata da alcun musicista e solo alcune dissonanze strumentali nel secondo lato, più votato alla sperimentazione, gli negano la definizione di capolavoro.

## Tracce

### Lato A
Rivmic Melodies
1. Pataphysical Introduction - part I (Robert Wyatt) - 1:01
2. A Concise British Alphabet - part I (Hugh Hopper, arr. Wyatt) - 0:10
3. Hibou, Anemone and Bear (Mike Ratledge, Wyatt) - 5:59
4. A Concise British Alphabet - part II (Hopper, arr. Wyatt) - 0:12
5. Hulloder (Hopper, arr. Wyatt) - 0:54
6. Dada Was Here (Hopper, arr. Wyatt) - 3:26
7. Thank You Pierrot Lunaire (Hopper, arr. Wyatt) - 0:49
8. Have You Ever Bean Green? (Hopper, arr. Wyatt) - 1:19
9. Pataphysical Introduction - part II (Wyatt) - 0:51
10. Out of Tunes (Ratledge, Hopper, Wyatt) - 2:34

### Lato B
1. As Long as He Lies Perfectly Still (Ratledge, Wyatt) - 2:35
2. Dedicated to You But You Weren't Listening (Hopper) - 2:32
3. Esther's Nose Job - 11:10
  1. Fire Engine Passing with Bells Clanging (Ratledge) - 1:51
  2. Pig (Ratledge, Wyatt) - 2:09
  3. Orange Skin Food (Ratledge) - 1:47
  4. A Door Opens and Closes (Ratledge) - 1:10
  5. 10:30 Returns to the Bedroom (Ratledge, Hopper, Wyatt) - 4:13

## Formazione
- Robert Wyatt - batteria, voce e controcanto
- Mike Ratledge - piano, organo Lowrey Holiday De Luxe e flauto
- Hugh Hopper - basso, chitarra acustica e sax contralto

con
- Brian Hopper - sax soprano e sax tenore